# Alexander Laas
Alexander Laas (* 5. Mai 1984 in Hamburg) ist ein ehemaliger deutscher Fußballspieler und heutiger Unternehmer. Er spielte meist im linken Mittelfeld.

## Karriere
Als Jugendspieler wechselte Laas von seinem Jugendverein Niendorfer TSV zum Hamburger SV. Er hatte einige Kurzeinsätze und einen UEFA-Cup-Einsatz in der ersten Mannschaft des HSV, meist spielte er aber in der zweiten Mannschaft in der Regionalliga. Sein erstes Bundesligaspiel bestritt er in der Saison 2004/05 gegen Hansa Rostock.
Der breiten Öffentlichkeit wurde Laas am 3. Dezember 2005 im Heimspiel gegen den 1. FC Köln bekannt. Während des Jubels über ein Tor seines Mannschaftskollegen wurde er von einem Trommelstock, geworfen von einem Kölner Fan, getroffen und ging blutend zu Boden. Sein Mannschaftskapitän, Daniel Van Buyten, trug ihn in die Mitte des Feldes, damit er ärztlich versorgt werden konnte. Anhänger des 1. FC Köln warfen weiterhin mit Gegenständen.
Seinen ersten Bundesligaeinsatz in der Startelf absolvierte er am 30. September 2006 gegen Eintracht Frankfurt. Er gab dabei eine Torvorlage. In der Saison 2006/07 kam er auf 21 Bundesligaeinsätze. Am 3. Februar 2007 erzielte er im Spiel bei Hertha BSC sein erstes Bundesligator.
Am 23. Juli 2007 wechselte er zum VfL Wolfsburg, da er sich beim HSV keine großen Chancen auf einen Stammplatz ausrechnete. Dort kam er in der Saison 2007/08 nur zu vier Kurzeinsätzen. Kurz vor Ende der Sommertransferperiode 2008 wurde Laas an Arminia Bielefeld bis zum Ende der Saison 2008/09 ausgeliehen. Zur Saison 2009/10 kehrte er zum VfL Wolfsburg zurück, wurde jedoch von Trainer Armin Veh in die zweite Mannschaft versetzt. Dort kam er nur zu fünf Kurzeinsätzen und erhielt am Saisonende keinen neuen Vertrag. Daraufhin wechselte er zur Saison 2010/11 zu RB Leipzig, wo er einen Zweijahresvertrag bis zum 30. Juni 2012 erhielt. 2012 wechselte er in die zweite Mannschaft des Vereins. Diese verließ er 2013 und spielt seit Anfang 2014 in der Oberliga Hamburg wieder für seinen Heimatverein Niendorfer TSV, bei dem er einen Vertrag bis Juni 2017 erhielt.

## Persönliches
Laas machte sein Abitur 2004 am Gymnasium Heidberg in Hamburg-Langenhorn, wie einige andere HSV-Nachwuchsspieler auch. Im Frühjahr 2014 kündigte er an, im September eine Berufsausbildung zum Bankkaufmann zu beginnen. Seit Juni 2014 ist er gemeinsam mit dem ehemaligen Fußballtrainer Holger Stanislawski Geschäftsführer des Rewe-Centers an der Dorotheenstraße im Hamburger Stadtteil Winterhude.